# Begonia xilitlensis
Begonia xilitlensis là một loài thực vật có hoa trong họ Thu hải đường. Loài này được Burt-Utley mô tả khoa học đầu tiên năm 1984.